# Antoni Jonch i Cuspinera
Antoni Jonch i Cuspinera (Granollers, Vallès Oriental, 1916 - 1992) fou un farmacèutic, zoòleg i professor conegut per haver dirigit el zoològic de Barcelona entre 1955 i 1985. Va destacar també per la promoció de l'estudi i la divulgació de la natura, dirigint el Museu de Granollers, participant en la fundació del Centre d'Estudis de Granollers i formant part del Patronat del Montseny.

## Biografia
Nascut a Granollers, cursà estudis al Collell (Girona) fins que va tornar a Granollers per cursar l'ultim curs de batxillerat. Allà coneix en Salvador Llobet. Aquesta amistat fa que es mantingui en ell la seva afició per la natura i que esdevingui l'eix de la seva professió. Llobet va ser el seu guia pel Montseny i en l'estudi de la natura; així com un company en l'activitat cultural a Granollers.
El 1934 va anar a Madrid a estudiar Farmàcia. Els seus estudis foren interromputs per l'esclat de la Guerra Civil, però els finalitzà a Barcelona el 1941. Entre 1944 i 1957 fou president de l'Agrupació Excursionista de Granollers, professor de ciències naturals al Col·legi Oficial de Segon Ensenyament del 1947 al 1955 i dirigí el Museu de Granollers del 1945 al 1958, càrrec que deixà per a exercir de director del Parc Zoològic de Barcelona del 1955 al 1985. En fou responsable de la seva ampliació i modernització i hi creà el Centre de Biologia Animal i Aplicada i Primatologia.
Del 1958 al 1986 fou secretari general de la Unió Iberoamericana de Parcs Zoològics i del 1961 al 1986 membre de la Unió Internacional de Parcs Zoològics. Per la seva banda, a Granollers el 1952 fou fundador i director del Centre d'Estudis de Granollers (1952-55) i membre del Patronat de la Muntanya del Montseny. Va publicar 180 llibres, opuscles i articles. El 1985 va rebre la Creu de Sant Jordi de la Generalitat de Catalunya, i ha estat membre de l'Acadèmia de Farmàcia de Catalunya. Hom li dedicà el nom d'un nou paràsit del goril·la (Brodenia jonchi). Entre els anys 1985 i 1992 va ser director del Museu de Granollers i cap de l'àrea de ciències naturals del Museu de Ciències Naturals de Granollers. Recentment, el Parc Zoològic de Barcelona ha establert una Beca Antoni Jonch per a la realització d'un projecte de recerca sobre fauna autòctona de Catalunya. L'Ajuntament de Granollers li ha dedicat uns jardins davant de la façana principal del nou edifici del Museu de Ciències Naturals de Granollers.
El 2018 els fills d'Antoni Jonch van signar un conveni amb l'Arxiu Municipal de Granollers per a dipositar-hi el fons documental del seu pare. A més, el Fons Antoni Jonch i Cuspinera està pendent de ser incorporat al Portal de la Memòria Digital de Catalunya.

## Obres
- El Montseny parque natural (1953)
- La vida maravillosa de los animales (1961)
- El mundo viviente (1967)
- El Montseny i les seves quatre estacions (1980)
- El zoo de Barcelona, educació i esplai (1982)
- Memòries del Zoo. Entre l'anècdota i la Història conviuen homes i animals (1995)